# Cilleros de la Bastida
Cilleros de la Bastida è un comune spagnolo di 40 abitanti situato nella comunità autonoma di Castiglia e León.